# Kévin Vauquelin

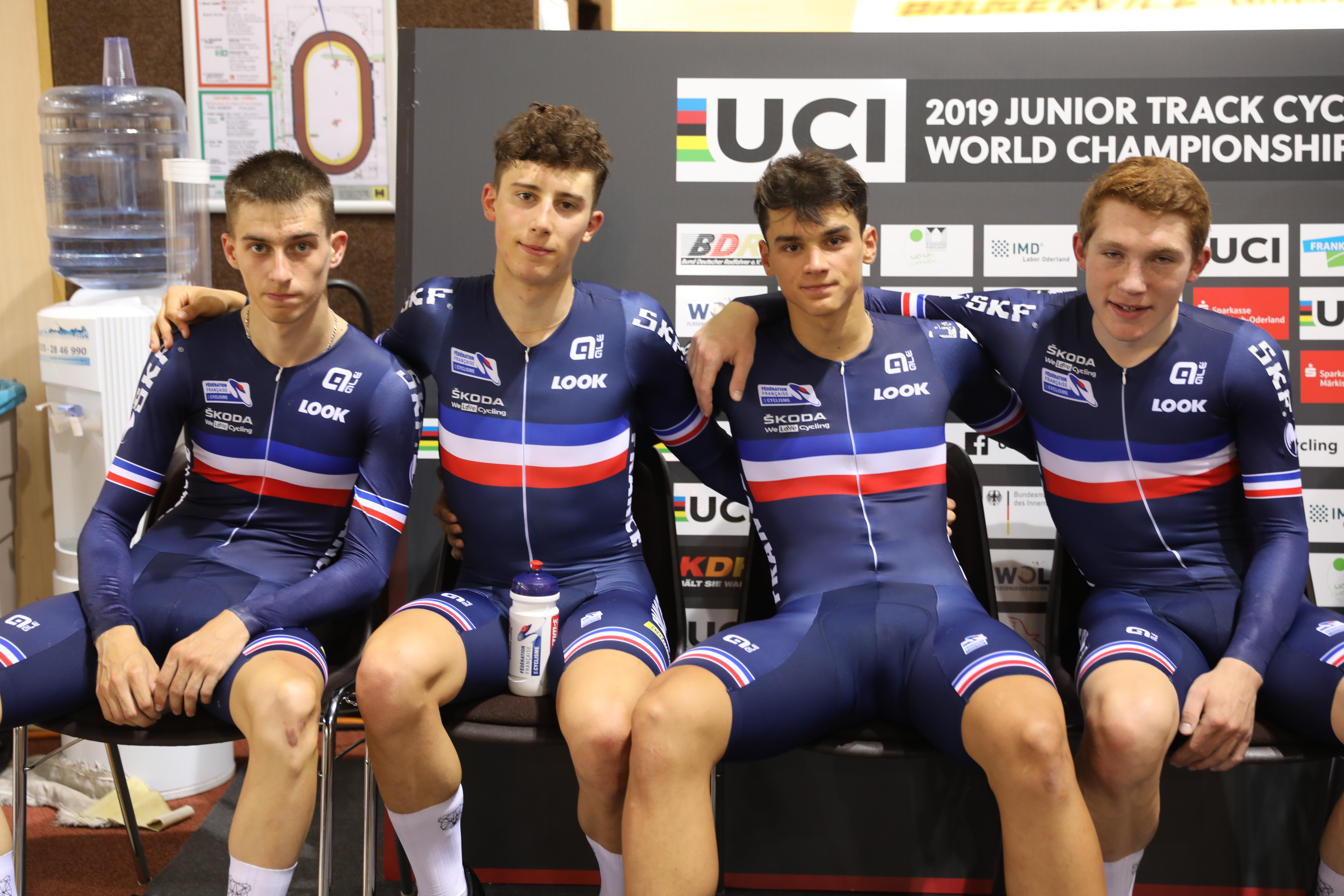
Der französische Vierer bei der Junioren-WM 2019 (v. l. n. r.): Clément Petit, Kévin Vauquelin, Antonin Corvaisier und Florian Pardon

Kévin Vauquelin (* 26. April 2001 in Bayeux) ist ein französischer Radsportler, der auf Bahn und Straße aktiv ist.

## Sportliche Laufbahn
Bei den Junioren-Bahnweltmeisterschaften 2018 errang Kévin Vauquelin mit Nicolas Hamon, Donavan Grondin und Florian Pardon die Silbermedaille in der Mannschaftsverfolgung. Im Jahr darauf konnte er mit Pardon, Clément Petit und Antonin Corvaisier diesen Erfolg wiederholen, zudem wurde er Vize-Weltmeister im Punktefahren und errang mit Petit Bronze im Zweier-Mannschaftsfahren.
2020 startete Vauquelin beim Lauf des Bahn-Weltcups in Milton als Jüngster im französischen Vierer (Thomas Denis, Benjamin Thomas und Corentin Ermenault), der die Goldmedaille gewann.
Auf der Straße wurde Vauquelin 2018 französischer Zeitfahrmeister in der Junioren-Klasse, ehe er sich im Jahr darauf auch den Titel im Straßenrennen sicherte. In den Saisonen 2020 und 2021 ging er für den VC Rouen 76 an den Start, wobei er in beiden Jahren als Stagiaire Rennen für die Arkéa-Samsic Mannschaft bestritt. 2021 wurde Vauquelin französischer U23 Zeitfahrmeister.
Im Jahr 2022 erhielt Kévin Vauquelin im Alter von 20 Jahren einen Vertrag beim Team Arkéa-Samsic. In seinem ersten Jahr als Profi gewann er die Nachwuchswertung der Belgien-Rundfahrt und Tour Poitou-Charentes en Nouvelle-Aquitaine, die er ebenso wie die Luxemburg-Rundfahrt auf dem zweiten Gesamtrang beendete. Sein erster Sieg in der Eliteklasse gelang ihm im Jahr darauf bei der Tour des Alpes-Maritimes et du Var, wo er sich neben einer Etappe auch die Gesamtwertung und Nachwuchswertung sicherte. Mit der Tour du Jura Cycliste gewann Vauquelin kurz darauf ein französisches Eintagesrennen, ehe er mit der Vuelta a España 2023 seine erste Grand Tour bestritt, die er jedoch auf der 15. Etappe verließ.
Im Jahr 2024 gewann Vauquelin das Abschlusszeitfahren des Étoile de Bessèges und musste sich als bester Nachwuchsfahrer nur um zwei Sekunden dem Gesamtsieger Mads Pedersen geschlagen geben. Mit Tirreno–Adriatico und der Baskenland-Rundfahrt beendete er zwei Etappenrennen der UCI WorldTour in den Top 10 der Gesamtwertung, ehe er hinter Stephen Williams Zweiter des Flèche Wallonne wurde. Nach Rang zwei bei den französischen Zeitfahrmeisterschaften ging er bei der Tour de France 2024 an den Start und gewann die 2. Etappe als Solist. Dabei setzte er sich rund 14 Kilometer vor dem Ziel im Anstieg zum Santuario della Madonna di San Luca aus einer Ausreißergruppe ab und sorgte für den ersten Tour-de-France-Etappensieg in der Geschichte seiner französischen Mannschaft. Nachdem er seine erste Frankreich-Rundfahrt auf dem 91. Gesamtrang beendet hatte, ging er für die französische Nationalmannschaft bei den Olympischen Spielen im Straßenrennen und Einzelzeitfahren an den Start.
Zu Beginn der Saison 2025 gewann er beim Étoile de Bessèges die Bergankunft am Mont Bouquet und das abschließende Zeitfahren und gewann so sein zweites Etappenrennen. Weiters setzte er sich auch in der Punktewertung der französischen Rundfahrt durch. Weiters gewann er die Gesamtwertung der Région Pays de la Loire Tour, wobei er den letzten Abschnitt für sich entschied. 2025 startete er bei der Tour de France und belegte in der Gesamtwertung Platz sieben, in der Nachwuchswertung wurde er Dritter. Nach seiner Heimkehr von der Tour brach er sich zu Hause beim Treppensteigen einen Knöchel.

## Erfolge

### Bahn
2018
- Junioren-Weltmeisterschaft – Mannschaftsverfolgung (mit Nicolas Hamon, Donavan Grondin und Florian Pardon)

2019
- Junioren-Weltmeisterschaft – Punktefahren, Mannschaftsverfolgung (mit Florian Pardon, Clément Petit und Antonin Corvaisier)
- Junioren-Weltmeisterschaft – Zweier-Mannschaftsfahren (mit Clément Petit)

2020
- Weltcup in Milton – Mannschaftsverfolgung (mit Thomas Denis, Benjamin Thomas und Corentin Ermenault)

### Straße
2018
- Französischer Junioren-Meister – Einzelzeitfahren

2019
- Französischer Junioren-Meister – Straßenrennen

2021
- Französischer U23-Meister – Einzelzeitfahren

2022
- Nachwuchswertung Baloise Belgium Tour
- Nachwuchswertung Tour Poitou-Charentes en Nouvelle-Aquitaine

2023
- Gesamtwertung, eine Etappe und Nachwuchswertung Tour des Alpes-Maritimes et du Var
- Tour du Jura Cycliste

2024
- eine Etappe und Nachwuchswertung Étoile de Bessèges
- eine Etappe Tour de France

2025
- Gesamtwertung, Punktewertung und zwei Etappen Étoile de Bessèges
- Gesamtwertung und eine Etappe Région Pays de la Loire Tour

## Grand Tour-Platzierungen
| Grand Tour            | 2023 | 2024 | 2025 |
| --------------------- | ---- | ---- | ---- |
| Giro d’ItaliaGiro     | –    | –    | –    |
| Tour de FranceTour    | –    | 91   | 7    |
| Vuelta a EspañaVuelta | DNF  | –    |      |